# Karl Loweg
Karl Loweg (* 16. April 1938 in Köln; † 25. Juli 2021) war ein deutscher Fußballtorwart.

## Karriere
Loweg spielte bei Arminia Hassel, BV Buer 07 und ab 1955 der SpVg Westfalia Buer, bevor er zum großen Nachbarn, dem FC Schalke 04 wechselte. Die Knappen waren im Vorjahr deutscher Meister geworden und für den Europapokal für Landesmeister qualifiziert. Loweg war die Nummer zwei hinter Manfred Orzessek. Im November 1958 kam Lowegs große Stunde, im Europapokal gegen die Wolverhampton Wanderers stand er neunzig Minuten im Tor. Das Spiel endete 2:2; auch im Rückspiel (2:1 für Schalke) stand er zwischen den Pfosten. Im Ligabetrieb konnte der S04 nicht an die Erfolge der Vorsaison anknüpfen und wurde Elfter in der Oberliga West. Loweg verließ Schalke und spielte die nächsten acht Jahre für den KSV Hessen Kassel. Mit dem KSV wurde er 1963/64 Süddeutscher Meister. 1967 heuerte er beim Bundesligisten Werder Bremen an. In den nächsten beiden Jahren absolvierte er 15 Bundesligaspiele, sein erstes am 1. Spieltag der Bundesligasaison 1967/68 im Nordderby gegen den Hamburger SV. Das Spiel ging 1:4 verloren. Von der Weser wechselte Loweg 1969 zum FSV Frankfurt, mit dem er 1970 aus der Regionalliga Süd abstieg. Er kam für die Bornheimer auf 37 Einsätze in der Regionalliga. Nach zwei Jahren in Frankfurt wechselte Loweg 1971 zur SpVgg Bad Homburg. Mit Homburg gewann er durch 1:0-Erfolg im Finale gegen die Amateure des 1. FC Kaiserslautern die Deutsche Amateurmeisterschaft 1973. Anschließend spielte er noch für die SG Ober-Erlenbach und den FV Bad Vilbel, bei dem er seine Fußballer-Laufbahn im Alter von 42 Jahren beendete.
Zwischen 1991 und 1997 trainierte Loweg den FSV Steinbach im Taunus.

## Trivia
Loweg war gelernter Einzelhandelskaufmann und war bis zu seiner Verrentung im Jahr 2000 Leiter der Logistikabteilung einer Firma für Haushaltsgeräte und Rasierer in Kronberg im Taunus.